# Archángelos (Rhodes)
Pour les articles homonymes, voir Archangelos.
Archángelos, en grec moderne : Αρχάγγελος, est une petite ville du dème du même nom, sur la côte centrale orientale de l'île de Rhodes, en Grèce, à une altitude de 160 m, à l'intérieur des terres de la baie homonyme. La plus haute montagne de la région est le Chélandros (Χέλανδρος, 507 m) où se trouve la chapelle du prophète Élie. La ville est dominée par un château érigé vers 1460 par Jacques de Milly, grand maître des Hospitaliers. Au nord de la ville se situent des sources appelées Eptá Pigés. 
En 1971, elle compte 3 056 habitants, en 1981, elle atteint 4 164 habitants, puis 5 500 habitants en 2001 et selon le recensement de 2011, la population d'Archángelos compte 7 047 habitants.